# وزارة المالية (الدولة العثمانية)

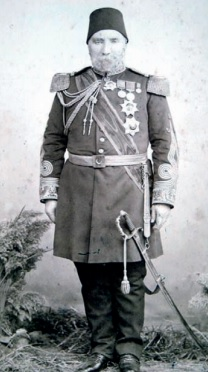
حسين توفيق باشا، الذي شغل منصب وزير المالية العثماني بين يناير ويوليو 1881.

وزارة المالية (بالتركيَّة: Maliye Nâzırlığı) هي الوزارة المسؤولة عن الشؤون المالية في الحكومات العثمانية المتأخرة.
تم إنشاء وزارة المالية نتيجة اندماج خزينة أمير وخزانة المنصور بمرسوم مؤرخ في 28 فبراير 1838 في عهد السُّلطان محمود الثاني. أصبح عبد الرحمن نافذ باشا أول وزير للمالية بلقب وزير عمر المالية. ومع ذلك، في 2 سبتمبر 1839، تم تقسيم الوزارة إلى قسمين مرة أخرى. أخيرًا، في 25 مايو 1840، تم جمع الخزائن الثلاثة للدولة العثمانية (خزانة أميري، وخزانة مالي، وخزانة رديف) في مؤسسة واحدة وتم إنشاء أومور مالي نزاريتي.  عند إعلان الملكية الدستورية عام 1876، وقعت وزارة المالية على التعديل الأربعين للقانون الأساسي. ومع ذلك، فقد اتخذت شكلها النهائي من خلال تقسيمها إلى قسمين باسم اللجنة المركزية (المنظمة المركزية) وهيئة مولهاكا (المنظمة الإقليمية) بموجب لائحة مؤرخة في 2 يناير 1880.
تم إلغاء الوزارة على إثر سقوط الدولة العثمانية بحلول نوفمبر 1922، وإنشاء وزارة المالية التُّركيَّة بديلًا عنها للجمهورية الوليدة.
أول وزير لها هو عبد الرحمن نافذ باشا (مارس 1838 - سبتمبر 1839)، بينما كان آخر وزير لها، محمد توفيق بك بيرين (أبريل - نوفمبر 1922).